# Franciscus Vermeulen
Franciscus Guilielmus Vermeulen (Hoogstraten, 1 april 1828 - aldaar, 12 december 1876) was een Belgisch politicus.

## Levensloop
Vermeulen volgde in 1871 Jozef Deboungne op als burgemeester van Hoogstraten, een functie die hij uitoefende tot aan zijn dood. Hij werd in deze hoedanigheid opgevolgd door Hendrik Brosens.